# Пепељуга (филм из 1950)
Пепељуга (енгл. Cinderella) амерички је анимирани фантастични филмски мјузикл из 1950. године у продукцији Walt Disney Productions-а и издању RKO Radio Pictures-а. Темељен на истоименој бајци Шарла Пероа из 1697. године, Пепељуга је 12. Дизнијев анимирани дугометражни филм. Филм су режирали Вилфред Џексон, Хамилтон Ласк и Клајд Џероними. Гласове су позајмили Ајлин Вудс, Еленор Одли, Верна Фелтон, Рода Вилијамс, Џејмс Макдоналд, Луис ван Рутен и Дон Баркли.
Почетком 1940-их, Walt Disney Productions је финансијски патила након што је изгубила везе са европским филмским тржиштима због избијања Другог светског рата. Због тога је студио доживео комерцијалне неуспехе као што су Пинокио (1940), Фантазија (1940) и Бамби (1942), који су касније постали успешнији са неколико поновних издања у биоскопима и на кућном видеу. До 1947. студио је имао преко 4 милиона долара дуга и био је на ивици банкрота. Волт Дизни и његови аниматори вратили су се продукцији дугометражних филмова 1948. са идејом да адаптирају Пепељугу Шарла Пероа у анимирани филм.
Пепељуга је пуштена у биоскопе 15. фебруара 1950. године. Добила је похвале критичара и постала успех на благајнама, што ју је учинило највећим Дизнијевим хитом од Снежане и седам патуљака (1937) и помогло је да спасе судбину студија. Такође је добила три номинације за Оскара, укључујући Оскара за најбољу оригиналну музику, најбољи звучни снимак и најбољу оригиналну песму за „Бибиди бобиди бу”.
Педесет година након издања филма уследила су два наставка, Пепељуга 2: Снови се остварују (2002) и Пепељуга 3: Пут у прошлост (2007), а играна обрада је објављена 2015. године. Конгресна библиотека је 2018. одабрала филм за чување у Националном филмском регистру САД као „културолошки, историјски или естетски значајан”.
Званичну српску синхронизацију је 2012. године радио студио Moby и режирао ју је Драган Вујић. Издата је на блу-реј диску 5. септембра 2012. године, а телевизијску премијеру имала је 1. јануара 2013. на каналу РТС 1.

## Радња
Богати племић се након смрти своје жене поново жени како би кћеркици званој Пепељуга обезбедио мајчинску љубав. Његова нова жена, Лејди Тремејн, у кућу је довела и своје две кћери које се зову Дризела и Анастазија. У кућу долази и њихов мачак Луцифер. Када племић умире, маћеха и полусестре показују своје право лице. Љубоморне на Пепељугину лепоту, терају је да им буде слушкиња. Мишеви, предвођени Жаком и његовим пријатељем Гасом и птичице су Пепељугини једини пријатељи. Једног јутра, краљ наређује војводи да пошаље гласнике да позову све госпођице на бал како би његов син, принц, тамо нашао своју невесту . Ипак, краљ то само ради како би добио унуке. Позване су и Анастазија и Дризела. Пепељуга је исто узбуђена, али не може да иде јер су јој полусестре поцепале хаљину коју су јој мишеви направили од ствари које су оне бациле. Пепељуги помаже добра вила која јој је направила кочију од бундеве, хаљину и ципелице, претворила је мишеве у коње, а пса у лакеја. Такође ју је упозорила да чаролија траје само до поноћи. Пепељуга одлази на бал и целу ноћ плеше са принцом, али када је сат откуцавао поноћ она бежи и у журби једна ципелица јој остаје на степеницама. Схвативши да му је то једина нада да је пронађе, принц шаље војводу да свим девојкама у краљевству да ципелицу да је пробају. Када је дошао до маћехине куће, Анастазија и Дризела су се силом трудиле да увуку своја велика стопала у ципелицу, али безуспешно. Маћеха је у међувремену схватила да је Пепељуга мистериозна дама са бала, те је закључава у собу. Срећом, мишеви успевају да дођу до кључа, Пепељуга излази и обула ципелицу без потешкоћа. Пепељуга се удаје за принца и филм се завршава.

## Улоге
| Име лика        | Енглески глас                            | Српски глас                                 |
| --------------- | ---------------------------------------- | ------------------------------------------- |
| Пепељуга        | Ајлин Вудс                               | Јелена Петровић (говор) Ирина Зорић (песме) |
| Принц           | Вилијам Фипс (говор) Мајк Даглас (песме) | Слободан Стефановић                         |
| Кума добра вила | Верна Фелтон                             | Добрила Илић                                |
| Маћеха          | Елинор Одли                              | Горица Поповић                              |
| Анастазија      | Лусил Блис                               | Софија Јуричан                              |
| Дризела         | Рода Вилијамс                            | Теодора Ристовски                           |
| Краљ            | Луис ван Рутен                           | Бранислав Платиша                           |
| Велики војвода  | Луис ван Рутен                           | Срђан Тимаров                               |
| Жак             | Џими Макдоналд                           | Марко Марковић                              |
| Гас             | Џими Макдоналд                           | Милан Антонић                               |
| Гласник         | Дон Беркли                               | Драган Вујић                                |
| Наратор         | Бети Лу Герсон                           | Душица Новаковић                            |
| Солиста         | Мани Никсон                              | Јелена Солујић                              |